# 迈赫迪·阿贝伊德
迈赫迪·阿贝伊德(Mehdi Abeid，1992年8月6日—）是阿爾及利亞的職業足球運動員，司職中場，現效力於阿聯酋阿拉伯海灣聯賽俱乐部迪拜胜利。

## 外部連結
- Scoresway Profile
- Profile （页面存档备份，存于） 在纽卡斯尔联官方网站